# Sangue Azul
Sangue Azul é um filme independente brasileiro de 2014 dirigido por Lírio Ferreira e produzido por Renato Ciasca.
Em 2014 foi exibido no Festival Paulínia de Cinema, onde ganhou os prêmios de melhor fotografia e melhor figurino. Ainda no mesmo ano foi exibido no Festival do Rio e no Festival de Berlim 2015.

## Sinopse
Há vinte anos, numa ilha vulcânica e paradisíaca, um menino de dez anos foi separado de sua irmã. A mãe, temerosa de que uma atração incestuosa se desenvolvesse entre os dois, fez uma escolha e optou por mandar seu filho para o continente. O menino foi entregue a Kaleb, o ilusionista do Circo Netuno, que passava pela ilha. No continente, Kaleb instruiu o menino nas artes do circo e do espírito, onde o ex-ilhéu se tornou Zolah, o Homem Bala.

## Elenco
- Daniel de Oliveira como Zolah
- Caroline Abras como Raquel
- Sandra Corveloni como Rosa
- Matheus Nachtergale como Gaetan
- Rômulo Braga como Cangulo
- Milhem Cortaz como Inox
- Laura Ramos como Teorema
- Armando Babaioff como Benigno

## Recepção
Sangue Azul teve recepção geralmente favorável por parte da crítica especializada. Com base de 9 revisões da imprensa, alcançou uma nota de 3,2 de 5 no AdoroCinema.
Do Papo de Cinema, Robledo Milani disse: "O filme consegue sabiamente ir além das impressionantes belezas naturais que explora com muito cuidado para se mostrar com uma trama densa e envolvente, cujo maior mérito é o competente e coeso elenco..."
Da Folha de S.Paulo, Inácio Araújo publicou uma avaliação neutra dizendo: "Se existe um problema na parte final, é a sensação de que Lírio Ferreira parece ceder aos evidentes encantos da ilha: a ênfase na beleza toma lugar dos principais elementos até ali tratados: o mito, a natureza e o trágico. Nada que mude a impressão de que "Sangue Azul" é um espetáculo muito superior".
Da Variety, Jay Weissberg disse: "Um drama lindo de se ver, mas com uma narrativa fraca. [...] Pessoas atraídas por histórias com vários núcleos podem não se importar, mas os temas precisariam de um roteiro mais incisivo para ultrapassar a sensação de déjà vu."